# Predmost
Predmost – wieś w Słowenii, w gminie Gorenja vas-Poljane. W 2018 roku liczyła 141 mieszkańców.